# Aubigny-Les Clouzeaux
Aubigny-Les Clouzeaux – gmina we Francji, w regionie Kraj Loary, w departamencie Wandea. W 2013 roku liczba ludności wynosiła 6074 mieszkańców. 
Gmina została utworzona 1 stycznia 2016 roku z połączenia dwóch ówczesnych gmin: Aubigny oraz Les Clouzeaux. Siedzibą gminy została miejscowość Aubigny.